# 梅尔塞·坎宁安

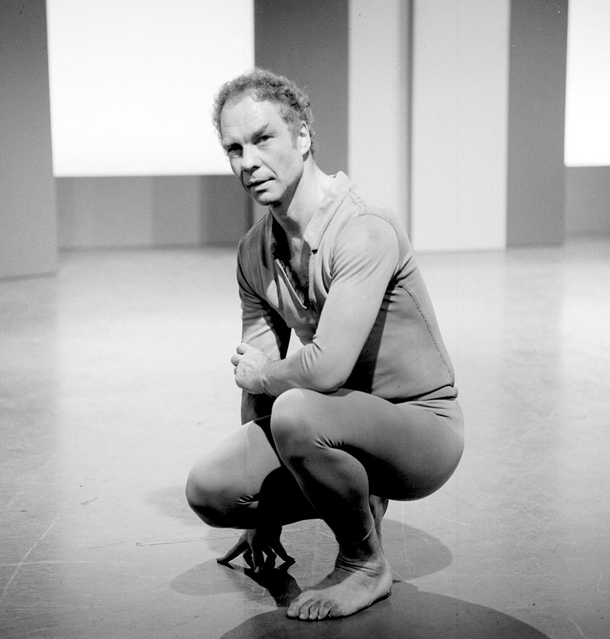
梅尔塞·坎宁安

梅尔塞·坎宁安（1919年4月16日-2009年7月26日）是一位美国現代舞舞蹈家和编舞家，坎宁安曾獲得国家艺术奖章、麦克阿瑟奖、高松宮殿下紀念世界文化獎和英国劳伦斯·奥利弗奖，并被授予法國榮譽軍團勳章。